# Obleganje Bostona

| campaignbox   = 
Obleganje Bostona, ki je trajalo od 19. aprila 1775 do 17. marca 1776, je bila uvodna faza Ameriške vojna za neodvisnost. Milica Nove Anglije, ki je kasneje postala del Kontinentalne vojske je preprečila kopenske premike Britanske vojske, stacionirane v Bostonu. Obe strani sta imeli med obleganjem težave z oskrbo in osebne spore. Britanske sile so se oskrbovale izključno po morju. Po enajstmesečnem obleganju so Britanci zapustili Boston in odpluli proti Novi Škotski.
Obleganje se je začelo 19. aprila po Bitki pri Lexingtonu in Concordu, ko je milica iz okoliških naselij Massachusettsa omejila kopenski dostop do Bostona. Drugi kontinentalni kongres je ustanovil Kontinentalno vojsko iz milic z Georgeom Washingtonom kot vrhovnim poveljnikom. Junija 1775 so Britanci zavzeli Bunker Hill in Brady Hill, vendar so bile njihove izgube velike in uspehov malo, poleg tega jim ni uspelo prebiti položajev celinske vojske, ki so blokirali dostop do Bostona. Boji v preostalem delu obleganja so bili omejeni na občasne napade, manjše spopade in ogenj na velike razdalje.
Novembra 1775 je Washington poslal takrat petindvajsetletnega Henryja Knoxa, da v Boston pripelje težko artilerijo, ki je bila ujeta v Fort Ticonderogi. V tehnično zapleteni in zahtevni operaciji je Knox do januarja 1776 na območje Bostona pripeljal veliko število topov. Marca 1776 je to topništvo utrdilo hribovje Dorchester nad Bostonom in bostonsko pristanišče ter tako ogrozilo britansko oskrbovalno črto. Britanski poveljnik William Howe je britanski položaj ocenil kot nevzdržen in 17. marca umaknil britansko vojsko iz Bostona v britansko oporišče v Halifax. Ta dan se v Massachusettsu obeležuje kot "Dan umika".